# الشعرا (مراکش)
الشعرا (به فرانسوی: Choara) یک شهرک در مراکش است که در استان قلعه سراغنه واقع شده‌است. الشعرا ۹٬۵۷۷ نفر جمعیت دارد.